# Alex Price (DJ)
Alex Price ist ein Schweizer House/Dance-DJ, Songwriter und Produzent.

## Leben
Price begann im Alter von 15 Jahren als Hip-Hop-DJ. Erste Inspirationenen waren The Notorious B.I.G. und Total. Seine ersten Rapversuche scheiterten. 2003 lernte er stattdessen French House als musikalisches Betätigungsfeld kennen und begann mit Fruity Loops zu experimentieren. Weiteres Equipment kam mit einem SP-303 und einer Native-Instrument-Library hinzu.
Im Anschluss begann er als DJ in Schweizer Clubs zu arbeiten. Zur gleichen Zeit veröffentlichte er erste Mixtapes und Vinyls, welche er selbst in die Record Stores brachte. Mit 22 Jahren zog er nach Hannover und arbeitete als Studio-Assistent für Mousse T.  In Deutschland arbeitet er ausserdem als Musikpromoter für Sony Music Entertainment.
Nach seiner Rückkehr in die Schweiz baute er sein eigenes Studio in seinem Wohnzimmer in Zürich auf. Seine Musik produziert er auf einem Mac Pro, Logic 9 und X, eSonus Sceptre S8, zwei Behritone C50A, Genelecs und einem Keyboard der Marke Akai MPK 49.
Im Jahr 2012 schrieb Price den Song Young Love, welcher in der Schweiz Platz 24 der Airplay-Charts erreichte.Young Love wurde in Russland von über 50 Radiostation gespielt und chartete in Südkorea sogar in den Top 20. Die darauf folgende Single Satellites schaffte es erneut in die Top 30 und verhalf Alex zu diversen Bookings, u. a. im Hallenstadion Zürich, Kaufleuten Zürich, D! Club Lausanne, Globulle Bulle, Trischli St. Gallen, Street Parade Zürich, Touch The Air Festival, Montreux Jazz Festival, Touch The Lake, Openair Gampel, Island of Dreams und der Energy Star Night.  2013 erschien sein Debütalöbum Juice, eine Mischung verschiedener Dance- und Techno-Stile.
Seit Juni 2014 hat Alex Price seine eigene Radioshow beim grössten Schweizer Jugendsender Planet 105. 2014 war der Schweizer der Opening Act für Miley Cyrus auf ihrer #Bangerz Tour im Hallenstadion Zürich, spielte vor 40.000 Zuschauern im Berner Stade de Suisse beim Energy Air und stand Anfang 2015 als Supporting Act von Kiesza während ihres Konzertes in Zürich auf der Bühne. 2015 legte er auf der Street Parade in Zürich auf. Seine dazugehörige Kompilation erreichte Platz 8 der Schweizer Compilations-Hitparade. Zudem schrieb er mit Magic Moments die offizielle Hymne der Techno-Parade.
Von 2013 bis 2016 war Price nebst Model und Moderatorin Melanie Winiger sowie Musiker und Sänger Marc Sway als Ambassador für die Volvo Schweiz tätig. Für die Kino-Kampagne der Automarke steuerte der DJ fürs Frühjahr 2015 seinen Song All the Way bei. Mit der Single Touch the Sun (feat. Ryan Sanders) erreichte er Platz 70 der Schweizer Hitparade.
2017 veröffentlichte er das Mixtape Street Parade 2017 – Warm Up 2017, das Platz 20 der Schweizer Compilation-Hitparade erreichte.

## Diskografie

### Alben
- 2013: Juice (muve recordings/Musikvertrieb AG)

### Mixtapes
- 2015: Street Parade – Official House 2015
- 2017: Street Parade 2017 – Warm Up 2017

### Singles
- 2013: Young Love
- 2013: Satellites
- 2014: Lose Insanity
- 2014: All the Way (featuring Jeffrey James)
- 2015: Magic Moments (Official Street Parade Hymn 2015)
- 2015: Touch the Sun (feat. Ryan Sanders)
- 2016: One More Night
- 2017: Walking
- 2018: Untold
- 2022: The Ever Reaching Archipelago
- 2022: Piltou Reef
- 2022: Addison Davidson